# 石垣のりこ
石垣 のりこ（いしがき のりこ、本名：小川 のり子、1974年 〈昭和49年〉8月1日 - ）は、日本の政治家、元アナウンサー。立憲民主党所属の参議院議員（2期）。立憲民主党宮城県連合副代表。1998年より約21年間エフエム仙台（Date fm）にてアナウンサーを務めた。

## 来歴

### 生い立ち
宮城県仙台市宮城野区出身。仙台市立岩切小学校、仙台市立岩切中学校、宮城県第二女子高等学校（現・宮城県仙台二華高等学校）卒業。中学と高校では生徒会長を務めた。宮城教育大学小学校教員養成課程教育心理学コース在学中の1996年、みやぎライシーレディ6代目を務めた。大学を卒業し、学士（教育学）の学位を取得した。
1998年4月にエフエム仙台に入社。アナウンサーとして約100番組に携わる。仙台市の自宅で前夫との間に儲けた長女と暮らす。

### 参院選に出馬
2019年4月7日、立憲民主党宮城県連が第25回参議院議員通常選挙・宮城県選挙区（改選数1）への出馬を要請していた地元フリーアナウンサーの菅原美話が立候補を断念した。同党はそこから再び人選に入り、4月24日、石垣を擁立する方針を固めた。5月7日に正式に出馬表明をすると、国民民主党は石垣支持を表明した。5月31日、日本共産党は、宮城選挙区に擁立した元仙台市議の舩山由美の立候補を取り下げ、比例代表に回すと発表。党県委員長は「石垣を全力で応援する」と述べた。6月6日、日本共産党と社会民主党の推薦が決定した。
7月4日、参院選が公示。7月6日、自民党現職で3期目の愛知治郎に対して、県内35の市町村長のうち29人が支持するとの動向調査の結果が報道された。石垣のりこ候補支持を明言する首長はいなかった。
7月21日に投開票。初当選した。石垣陣営はTwitterやFacebookでの宣伝を重視。出馬表明前には約100人だったTwitterのフォロワー数は、参院選投開票日の約1万7000人に到達した。投票結果を分析すると、愛知治郎は県内35の市町村中、24の市町村で石垣の得票数を上回ったが、大票田の仙台市など市部で石垣のそれを下回った。参院選後、立憲民主党宮城県連合代表代行に就任した。

### 政党内での動向
2020年9月15日、旧立憲民主党と旧国民民主党は、2つの無所属グループを加えた形で新「立憲民主党」を結成。石垣も新党に参加。
2021年10月31日の第49回衆議院議員総選挙で立憲民主党は議席を「109」から「96」に減らし、11月2日、枝野幸男代表は引責辞任を表明。枝野の辞任に伴う代表選挙では西村智奈美の推薦人に名を連ねた。11月30日、代表選が実施。石垣は1回目の投票では西村に投じ、決選投票では逢坂誠二に投じた。
2025年7月20日に行われた第27回参議院議員通常選挙で再選。

## 政策・主張

### 憲法
- 憲法改正について、2019年の朝日新聞社、2025年のNHK、同年の読売新聞社のアンケートで「反対」と回答[28][29][30]。

- 9条への自衛隊の明記について、2025年のNHKのアンケートで「反対」と回答[29]。2019年の街頭演説で「日本の平和を守ってきた憲法9条をしっかりと守る」と訴えた[31]。

- 憲法を改正し緊急事態条項を設けることについて、2025年のNHKのアンケートで「反対」と回答[29]。

- 2019年の河北新報のアンケートで「どの世論調査でも改憲を求める声が半数を超えたことはない。一部の人が改憲をあおる今の状況は異常」と回答[32]。

### 外交・安全保障
- 「他国からの攻撃が予想される場合には先制攻撃もためらうべきではない」との問題提起に対し、2019年の朝日新聞社のアンケートで「反対」と回答[28]。

- 「北朝鮮に対しては対話よりも圧力を優先すべきだ」との問題提起に対し、2019年の朝日新聞社のアンケートで「どちらとも言えない」と回答[28]。

- 日本の防衛力をさらに強化することについて、2025年の日本テレビのアンケートで「やや反対」と回答[33]。

- 「安倍政権による外交・貿易政策をどう評価するか」との問いに対し、2019年の河北新報のアンケートで「ロシアは北方領土を返さない、北朝鮮には愚弄される、米国には足元を見られる。結果は何一つ、伴っていない。『外交の安倍』の実態は『売国の安倍』でしかない。これ以上、今の政権が国家の主権と尊厳を傷つけることは看過できない」と回答[34]。

### ジェンダー
- 選択的夫婦別姓制度の導入について、2019年の朝日新聞社、2025年の日本テレビ、同年の読売新聞社のアンケートで「賛成」と回答[28][33][30]。
- 同性婚を可能とする法改正について、2019年の朝日新聞社、2025年の日本テレビ、同年のNHKのアンケートで「賛成」と回答[28][33][29]。

### その他
- 「治安維持のためプライバシーや個人の権利の制約は当然だ」との問題提起に対し、2019年の朝日新聞社のアンケートで「反対」と回答[28]。

- アベノミクスについて、2019年の朝日新聞社のアンケートで「評価しない」と回答[28]。同年の河北新報のアンケートで「キャッチーなフレーズで、内実のない経済政策を糊塗してきた手法は欺瞞でしかない。安倍首相は経済の基本を理解していない」と回答[32]。

- 消費税率を10％より高くすることについて、2019年の朝日新聞社のアンケートで「反対」と回答[28]。

- 消費税の廃止を目指すと訴えている。2019年7月1日に第25回参議院議員通常選挙に先駆けて行われた公開討論会の場で「消費税は低所得者ほど負担が重くなる。社会保障の財源にするのは本末転倒」であると述べた[35]。また、公示日での第一声では、「賃金は上がらないのに、税金だけが上がる。安心して子どもを育てられない」と主張した[36]。

- 「原子力を前提とした政府のエネルギー政策について賛成か」との問いに対し、2019年の河北新報のアンケートで「反対」と回答[34]。

- 技術、コスト、統治（を扱う仕組み、倫理）の面から現状では原発再稼働に反対。現在の日本政府は公文書改ざん、データ偽装を政府主導で行う「行政能力があまりに低い」国家であるという点を論拠に「原発を安全に運営できるはずがない」としている。再稼働の是非を問う前に、正確な情報開示、原子力ありきのエネルギー政策は見直すべきとしている。また、女川原発再稼働を問う住民投票条例が宮城県議会で否決された[37]ことに関して、署名をした11万人の声は議会に聞こえなかったのかと批判する立場を取っている[38]。

- 「政府が進める働き方改革を評価するか」との問いに対し、2019年の河北新報のアンケートで「評価しない」と回答[32]。

- 「8年が経過した東日本大震災の今後の課題をどう考えるか」との問いに対し、2019年の河北新報のアンケートで「復旧・復興は地域格差が大きく一概に評価し難い。これまでの復興施策を地域住民の視点から検証することが必要だ」と回答[34]。東日本大震災の復興は2019年時点で道半ばとの考えを示している[38]。

- 「2025年の参院選後、連携したいと考える政党を次の中からあげてください」との同年の読売新聞社のアンケートに対し「社民党」と回答[30]。

## 人物・発言

### 経済学者の高橋洋一に対する発言
2019年11月28日、れいわ新選組代表の山本太郎と野党統一会派に参加する馬淵澄夫によって「消費税減税研究会」が共催されるも、石垣は高橋洋一が講師として招かれたことに抗議し欠席。Twitterで「レイシズムとファシズムに加担するような人物を講師に呼ぶ研究会には参加できません」と発信した。12月2日、高橋は石垣による発言について、立憲民主党枝野幸男代表の見解を求めた。12月3日、石垣はTwitterで「「レイシズムやファシズムに加担できない」発言、複数のメディアから取材依頼を頂戴しています。それらのご依頼には丁寧に対応して参ります。しかし公職者ですから憲法秩序と相入れない人物や組織に発言や正当化の機会を直接的に与えるわけにはいきませんよねぇ。」と発言した。

### 安倍首相辞任に関する発言
2020年8月28日、内閣総理大臣の安倍晋三が持病の潰瘍性大腸炎の悪化を理由に辞意を表明した際、自身のTwitter上で安倍を「大事な時に体を壊す癖がある危機管理能力のない人物」と評し、自民党の「選任責任」を追及する発言を行い、マスコミも大きく取り上げる事態となった。この件について立憲民主党代表の枝野幸男は「私も適切ではないと受け止めた」とコメントし、さらにTwitterでも「申し訳ありません。執行部として不適切であるという認識を伝え、しかるべき対応を求めました」と投稿した。石垣はその後も投稿の真意を尋ねた報道機関への回答文書をTwitterに掲載するなどしていたが、28日深夜になって「疾病やそのリスクを抱え、仕事をする人々に対する配慮が足りなかったと反省し、お詫びします」とTweetした。31日、石垣はTwitterで、立憲民主党の福山哲郎幹事長と長浜博行参議院議員会長より口頭厳重注意処分を受けたことを報告し、改めて反省とお詫びを表明した。

### 元夫からの損害賠償請求訴訟
2021年5月15日、元夫から損害賠償を求めて訴訟を提起されていることが報じられる。準備書面などによると、元夫は、石垣と菅野完が不貞関係を結ぶようになったと主張している。一方の石垣は、元夫とは同居はしていたものの肉体関係は存在せず、元夫との内縁関係も否定し、菅野との関係による民法上の不法行為は成立しないと主張している。
2021年7月31日、石垣は元夫と、不倫の事実を前提とせず和解したとTwitter上で報告した。

### NHK党選挙ポスターに関する告訴
第27回参議院議員通常選挙において、NHK党公認候補の前田太一陣営が、石垣の過去の週刊誌報道を取り上げ「許すな！」と掲載したポスターを掲示したことに対し、宮城県警が名誉毀損罪の告訴を受理したと、石垣の代理人弁護士が明らかにした。

### その他
- アナウンサー時代は、仙台文学館が企画する「ライブ文学館」や仙台短編文学賞の受賞作品朗読イベント、「杜の都の演劇祭」など多数のイベントで朗読を行った[48]。

- 2019年の参院選では、菅野完が選対事務局長を務めたことを、菅野自身が連載中の雑誌にて明かしている[49]。なお、週刊新潮の取材に対し菅野が語ったところによると、石垣は菅野が発行するメルマガや月刊誌の愛読者で、出馬の際には石垣から相談を受け、2020年時点では菅野は秘書も務めているという[50][51]。同年には、石垣（小川）が代表を務める立憲民主党の宮城県参議院選挙区第1総支部が、菅野の個人会社である株式会社コーポレーションに「広告宣伝戦略代」として、政党交付金から6,111,000円を支払っていたことが、翌年の政治資金収支報告書で明らかになっている[52]。また、2020年にも、立憲民主党同支部から菅野の会社に「広告宣伝戦略代」として1,215,000円が支払われている[53]。さらに、同じく石垣（小川）が代表を務める政治団体「NORIKOROCK」からも、菅野の個人会社に「宣伝戦略立案費用」として2,000,000円が支払われていたことが、政治資金収支報告書で明らかになっている[54]。

## 議員連盟
- 日本の未来を創る勉強会（世話人）
- 日本の未来を立て直す公平な税制を考える会[55]
- 水産業・漁村振興議員連盟[56]
- 沖縄等米軍基地問題議員懇談会[57]
- 難民問題に関する議員懇談会[58]
- 超党派 NPO議員連盟[59]
- 全国フェミニスト議員連盟[54]。

## アナウンサー時代の主な担当番組
- Magical Power Station
- MOVE ON DATE[4]
- Morning Junction Wonder J
- サンデークラシックス
- AIRJAM night
- e-PLANETS
- forever green radio
- Crescendo
- SENDAI PROUD SALON Presents THE MASTERPIECES
- German Factory Group Presents Schoenes Wochenende!（金 17:55 - 18:00 『AIR JAM Friday』内コーナー）
- J-SIDE STATION
- FUJISAKI Precious Voices（『Morning Brush』内コーナー）
- Hope for MIYAGI
- ふじや千舟仙台賛歌
- パンセ Happy Smile
- 局名告知（オープニング、クロージングともに担当）

## 選挙歴
| 当落 | 選挙                     | 執行日         | 年齢 | 選挙区       | 政党         | 得票数     | 得票率 | 定数 | 得票順位 /候補者数 | 政党内比例順位 /政党当選者数 |
| ---- | ------------------------ | -------------- | ---- | ------------ | ------------ | ---------- | ------ | ---- | ------------------ | ---------------------------- |
| 当   | 第25回参議院議員通常選挙 | 2019年07月21日 | 44   | 宮城県選挙区 | 旧立憲民主党 | 47万4692票 | 48.63% | 1    | 1/3                | /                            |
| 当   | 第27回参議院議員通常選挙 | 2025年07月20日 | 50   | 宮城県選挙区 | 立憲民主党   | 36万6926票 | 36.20% | 1    | 1/7                | /                            |